# ペーパームーン (アニメショップ)

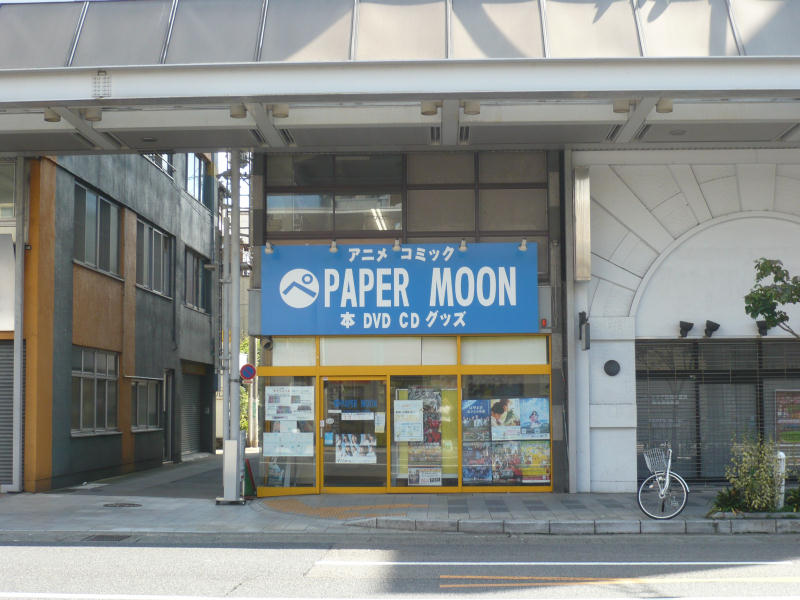
ペーパームーン岐阜本店

株式会社ペーパームーン（英: PAPER MOON Inc.）は、中京圏で同名の地場系アニメショップを経営していた岐阜県の企業。

## 概要
1981年に愛知県豊橋市で開業した「シネマ&アニメショップ ホンキイトンク」が前身。同店は1年足らずで閉店し、翌1982年に岐阜市で「アニメショップ ペーパームーン」として開業した。過去にはKID'S店（岐阜県各務原市）、杁中店（名古屋市昭和区）、野並店（名古屋市天白区）、大須本店（名古屋市中区）も出店していた。
販売のみならずオリジナルのグッズ製造も手がけており、特に士郎正宗作品のガレージキットや等身大フィギュアが有名である。1998年にはアダルトゲームブランド「スクアドラ・ディ」（SQUADRA D）を立ち上げ、合計7タイトルを発売したが2006年以降は活動を休止している。
2000年6月期には売上高が約6億円に達していたが、同業他社やインターネット通販との競争が激化、業績が落ち込み、2015年4月には全ての店舗が閉店、同年5月18日に岐阜地方裁判所から破産手続き開始決定を受けた。負債総額は約1億2千万円。2016年1月20日に法人格が消滅した。
等身大フィギュア事業については2011年5月に株式会社ペーパームーンRとして分離独立しており現在はペーパームーンとは資本的人的にも関係が無くなっている。

## スクアドラ・ディ
前述の通り、アダルトゲームブランド「スクアドラ・ディ」（SQUADRA D）としても活動していた。スクアドラとはイタリア語でチームや集団などを意味する語squadraのことである。主要スタッフの一部は活動休止以降、同人アダルトゲームブランド「Sage」の主要スタッフとして活動、まいむ以降の5作品は現在Sage名義で販売されており、スクアドラ・ディの活動は事実上Sageに継承されているものとおもわれる。

### 作品一覧
- PARTS（1999年11月26日）
- あにめショップへいこう!（2001年4月20日）
- まいむ（2002年4月11日）
  - まいむ〜フルボイス版〜（2004年12月24日）
- PRISONER（旧、2003年6月20日）
  - PRISONER（2005年6月24日）
- AUCTION（2004年7月16日）
  - AUCTION（2005年12月2日）
- ファミ☆れす（2004年12月3日）
- MEMORIES（2005年12月2日）